# Echinomacrurus
Echinomacrurus is een geslacht van straalvinnige vissen uit de familie van rattenstaarten (Macrouridae). Het geslacht is voor het eerst wetenschappelijk beschreven in 1916 door Roule.

## Soorten
- Echinomacrurus mollis Roule, 1916
- Echinomacrurus occidentalis Iwamoto, 1979